# 朴健泰
朴健泰（韓語：박건태，1996年2月5日—），韓國男演員。

## 演出作品

### 電視劇
- 2003年：KBS《武人時代》
- 2004年：KBS《對不起，我愛你》飾演 金刀魚
- 2006年：KBS《花郎戰士MARU（朝鲜语：화랑전사 마루）》飾演 金馬陸
- 2007年：MBC《狗和狼的時間》飾演 李秀賢（少年）
- 2008年：MBC《伊甸園之東》飾演 李東旭（少年）
- 2008年：KBS《風之國》
- 2009年：SBS《自鳴鼓》
- 2009年：KBS《富翁的誕生》飾演 崔石峰（少年）
- 2010年：MBC《金首露》飾演 金首露（少年）
- 2010年：EBS《望著未來的少年》
- 2011年：SBS《武士白東修》飾演 呂雲（少年）
- 2012年：MBC《The King 2 Hearts》飾演 李在江（少年）
- 2012年：MBC《May Queen》飾演 朴昌熙（少年）
- 2013年：KBS《IRIS 2》飾演 鄭俞健（少年）
- 2013年：MBC《火之女神井兒》飾演 金泰道（少年）
- 2014年：KBS《鋼鐵人》飾演 朱弘斌（少年）
- 2015年：KBS《坐以待斃》飾演 宋敏赫
- 2015年：KBS《橘皮馬末蘭果醬》飾演 黃凡聖
- 2015年：KBS《生意之神 - 客主2015》

### 電影
- 2001年：《火山高校》
- 2002年：《Are You Ready？》
- 2004年：《賊婆百分百》
- 2004年：《我的朋友好野蠻》
- 2006年：《小鹿斑比2》（配音）
- 2006年：《相思光年》
- 2007年：《高招對決》

### MV
- 2012年：李昇基《重返》（與金有貞）

## 獲獎
- 2004年：KBS演技大賞－男子青少年演技獎
- 2008年：MBC演技大賞－特別賞部門 童星獎
- 2012年：第1屆K-Drama明星獎－童星獎

## 外部連結
- NAVER （页面存档备份，存于）
- 官方網站[永久]